# Józef Grzybek (harcerz)
Józef Grzybek (ur. 19 grudnia 1919 roku w Starogardzie Gdańskim - zm. we wrześniu 1939 roku) – polski harcerz.

## Życiorys
Urodził się 19 grudnia 1919 roku w Starogardzie Gdańskim przy ulicy Gdańskiej w baraku mieszkalnym nr 7 (dziś ma tam miejsce boisko szkoły PSP 3) w rodzinie murarza Wiktora Grzybka i Marty z Muchów jako ich najstarsze dziecko. Miał pięcioro rodzeństwa. Po ukończeniu szkoły powszechnej (dzisiaj szkoła podstawowa nr 2 przy ul. Sobieskiego), pracował w charakterze gońca w sklepie spożywczym, a następnie jako robotnik w stolarni i w przedsiębiorstwie budowlanym.

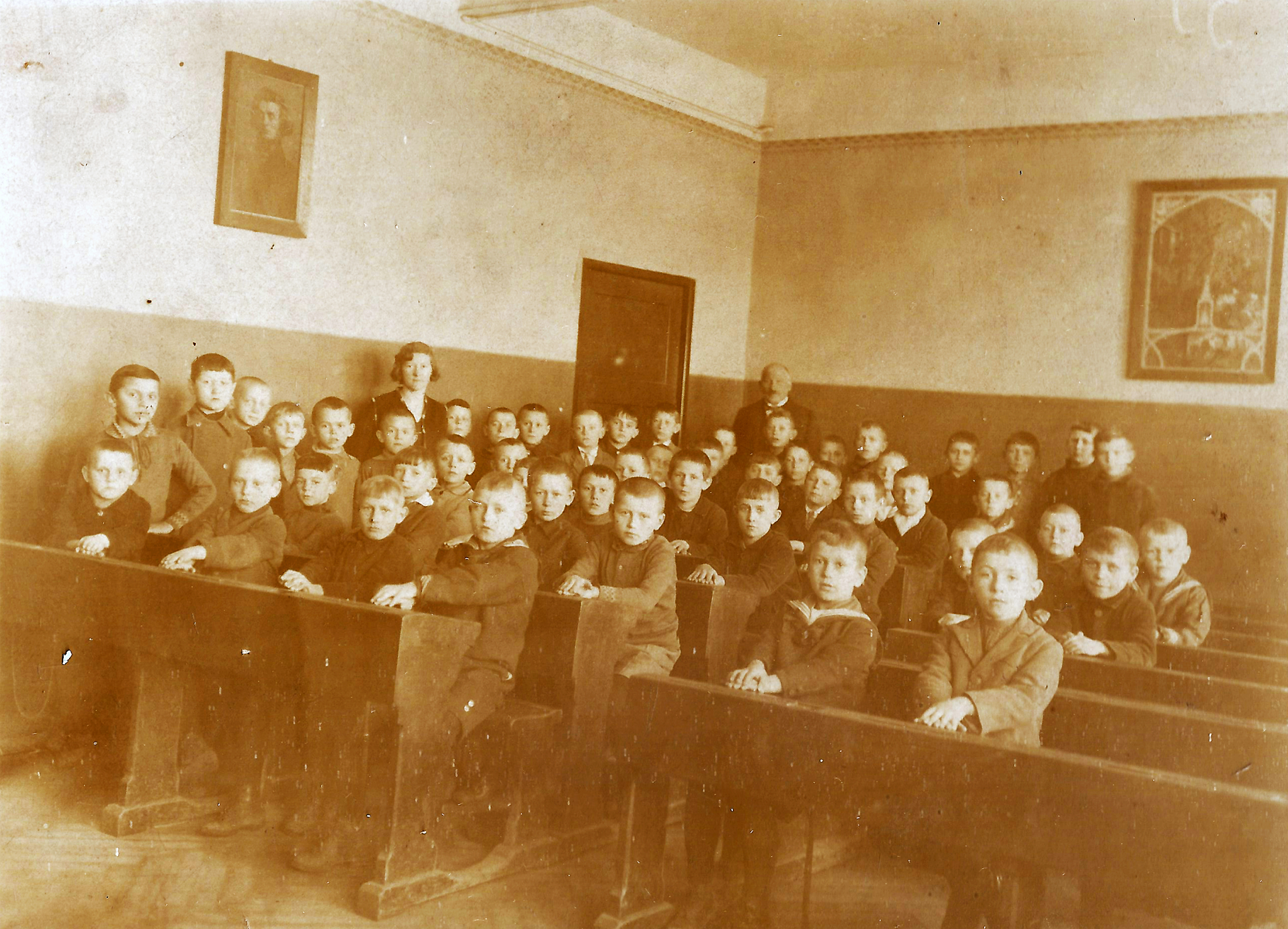
Klasa dh Józefa Grzybka w Szkole Powszechnej

Od dziesiątego roku życia był członkiem ZHP, najpierw jako zuch, a następnie harcerz. Działał w 32 Pomorskiej Drużynie Harcerzy im. księcia Józefa Poniatowskiego (2 Starogardzkiej Drużynie Harcerzy), osiągając stopień ćwika i pełnił funkcję gospodarza drużyny.

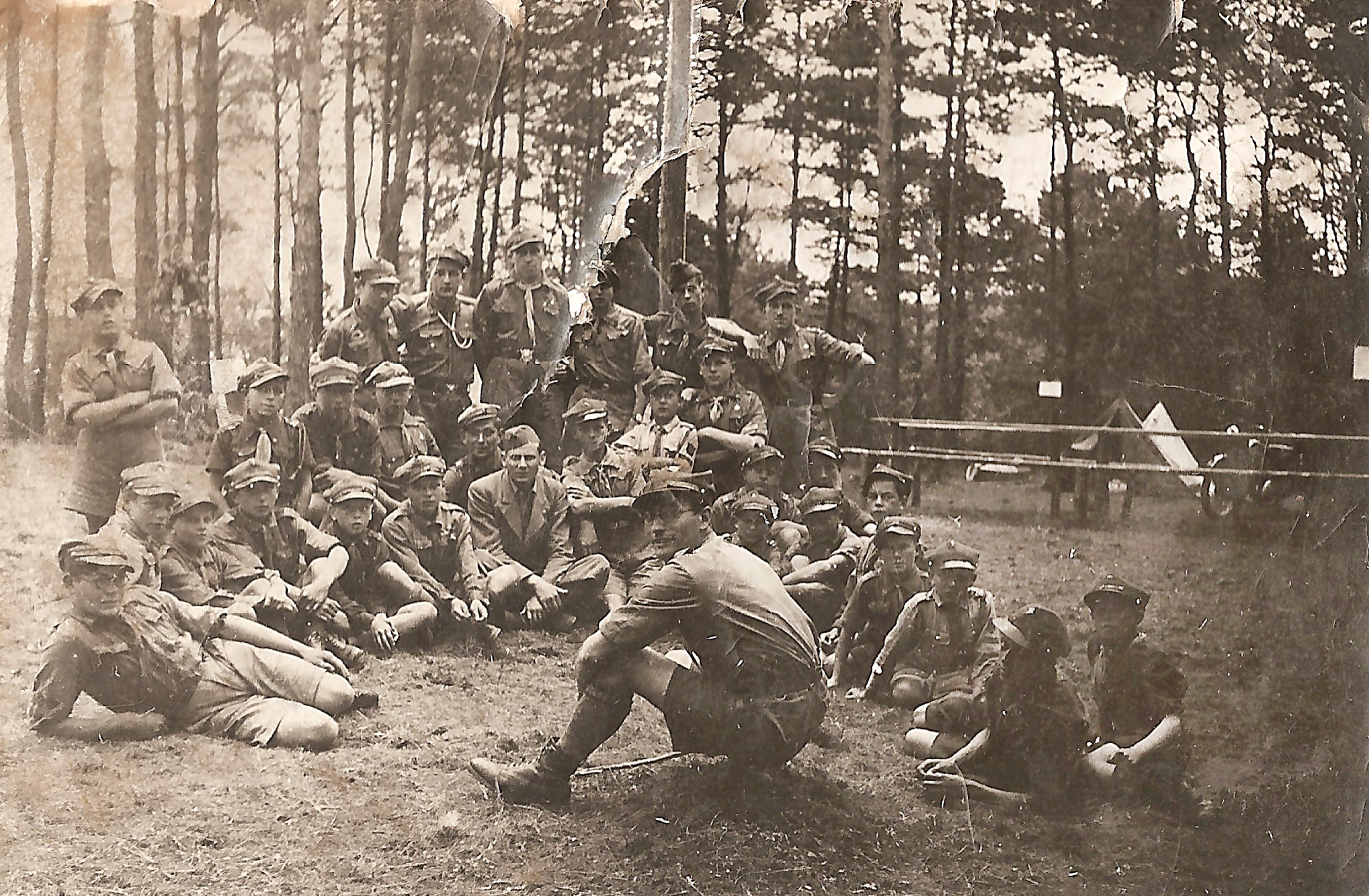
32 PDH z drużynowym phm. F. Kurowskim

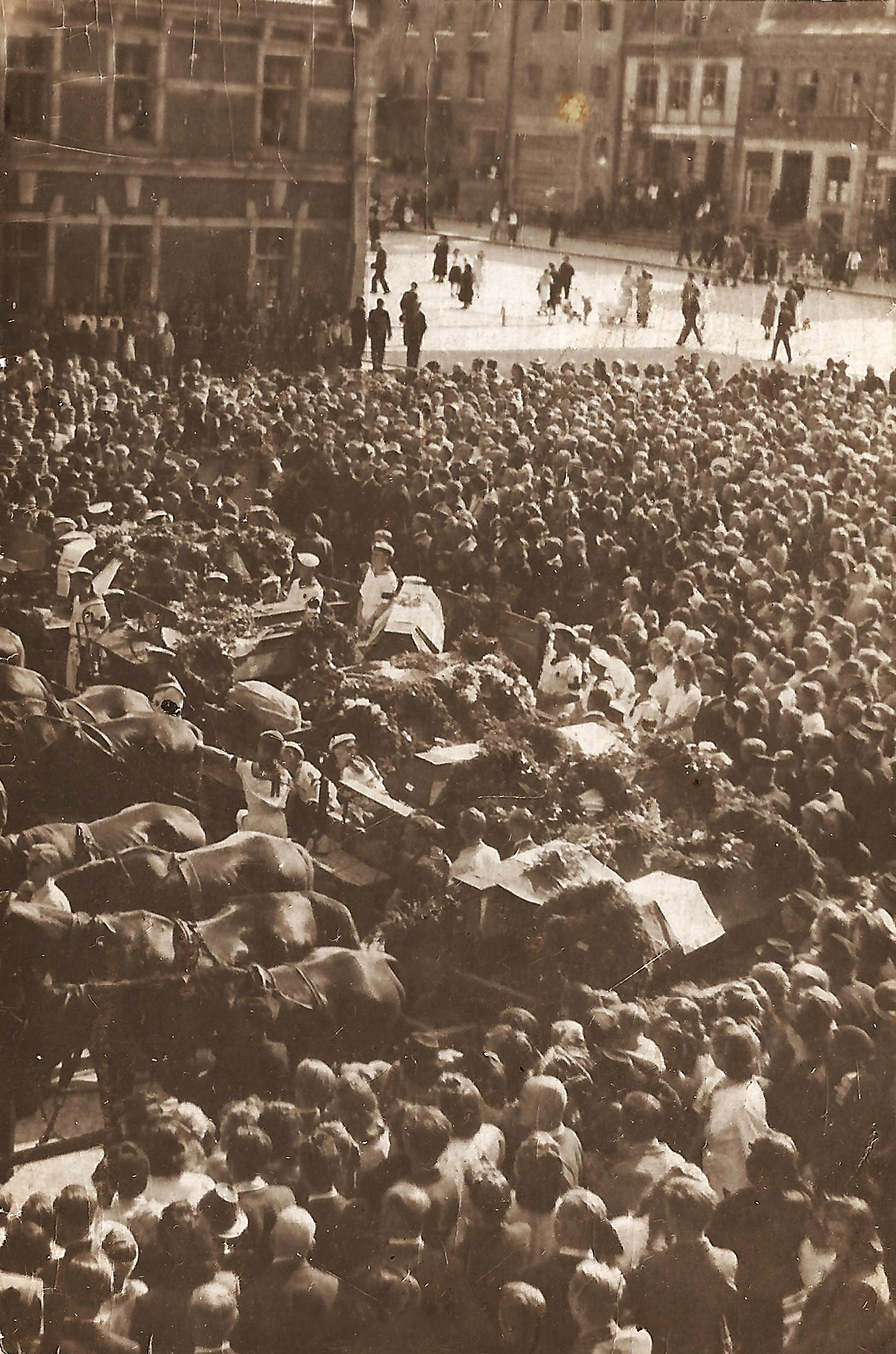
Uroczystości pogrzebowe przed starogardzkim ratuszem 24 czerwca 1945

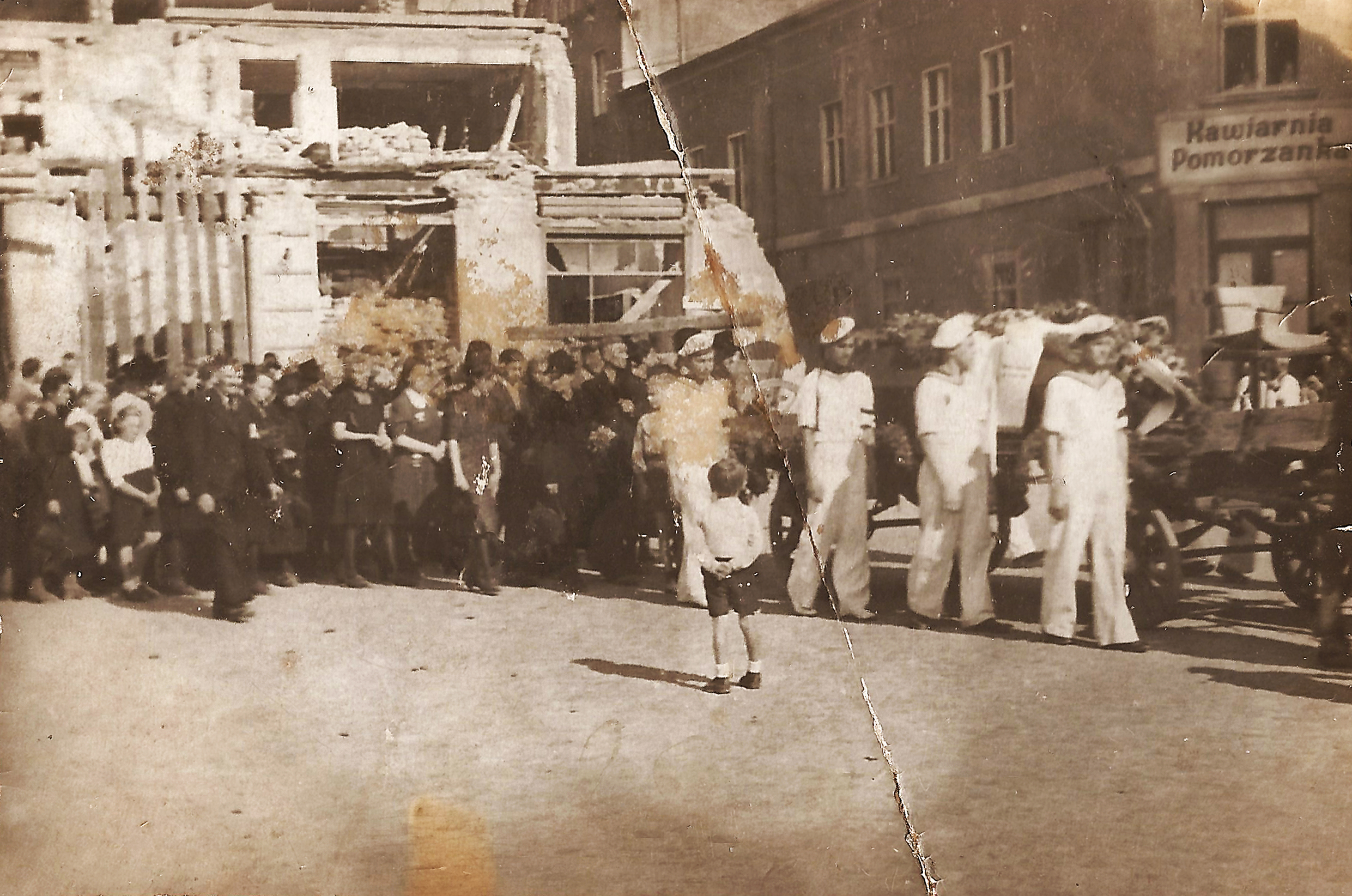
Kondukt pogrzebowy na starogardzkim rynku 24 czerwca 1945

Ukończył kurs Przysposobienia Oświatowego Przedpoborowych do Obrony Narodowej oraz szkolenie specjalistyczne zorganizowane przez Komitet Powiatowy LOPP w Starogardzie Gdańskim. Brał udział w przygotowaniach obronnych. W przeddzień wybuchu wojny widziano go w schronie Komendy Obrony Miasta przy ul. Kościuszki 28.
Wieczorem 12 września 1939 roku wraz z innymi mężczyznami z sąsiednich mieszkań został wyprowadzony przez żołnierzy niemieckich, a następnie wywieziony z innymi z nieznanym kierunku. Następnego dnia część mężczyzn wróciła, a po dziesięciu(w tym Józefie Grzybku) ślad zaginął. Kilka dni później przypadkowo grupa chłopców odkryła na polanie leśnej 10 zmasakrowanych ciał ludzkich. Wśród zabitych Wiktor Grzybek rozpoznał syna Józefa. Jak wynika z późniejszych przesłuchań sądowych, bezpośrednimi wykonawcami zbrodni byli miejscowi Niemcy, którzy z listami w ręku szukali konkretnych Polaków, z którymi mieli kiedyś własne, prywatne porachunki. Gdy nie zastali ich na miejscu, postanowili wyżyć się na zakładnikach.
Ciała zamordowanych ekshumowano 23 czerwca 1945 roku i następnego dnia pochowano na cmentarzu katolickim przy ul. Szwoleżerów. Z czasem na ich grobie wzniesiono pomnik ku czci pomordowanych starogardzian w latach 1939-45, na który naniesiono 84 nazwiska, w tym Józefa Grzybka.
Dnia 12 września 1970 roku jego imię nadano szkole podstawowej w Kokoszkowach. Przy szkole otworzono izbę pamięci o bohaterze.